# Caso Edgardo Mortara

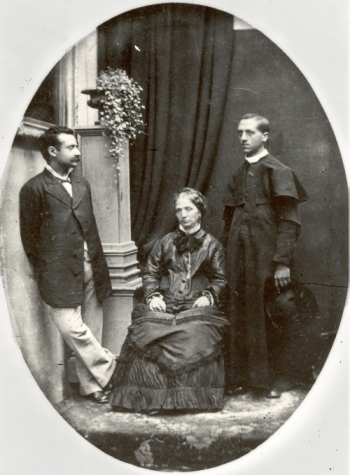
Edgardo Mortara (a destra) insieme alla madre

Il caso Edgardo Mortara fu una celebre vicenda storica che catturò l'attenzione internazionale in gran parte dell'Europa e del Nord America tra gli anni cinquanta e sessanta del XIX secolo. 
Concerne la sottrazione di un bambino di 6 anni alla sua famiglia ebraica da parte delle autorità ecclesiastiche, avvenuta il 23 giugno 1858 a Bologna, allora parte dello Stato Pontificio, cui fece seguito il suo trasferimento a Roma sotto la custodia di papa Pio IX, per esser allevato come cattolico. Nonostante le disperate e reiterate richieste dei genitori di riavere il bambino, il Papa rifiutò sempre di riconsegnarlo. Ciò contribuì a creare nell'opinione pubblica sia italiana sia estera l'immagine di uno Stato Pontificio anacronistico e irrispettoso dei diritti umani nell'età del liberalismo e del razionalismo, contro cui sarebbe stato opportuno che i Savoia intervenissero militarmente. 
Il bambino, nato in una famiglia ebraica di Bologna il 27 agosto 1851, era stato battezzato nel suo primo anno di vita, all'insaputa dei genitori, dalla domestica cattolica Anna Morisi, che lo riteneva a rischio di morte imminente a causa di una malattia. 
Infatti la Chiesa proibiva il battesimo dei bambini di famiglie non cattoliche, ma ammetteva che il sacramento potesse essere amministrato, anche contro il volere dei genitori, solo in punto di morte. 
Quando alla fine del 1857 l'inquisitore di Bologna, padre Pier Gaetano Feletti (1797-1881), l’ultimo inquisitore pontificio di Bologna sotto il regno di Pio IX, udì la storia, la Santa Inquisizione decretò che il fatto aveva reso Edgardo irrevocabilmente cattolico. Giacché le leggi dello Stato Pontificio vietavano a persone di altre fedi di crescere i cristiani, i genitori del bambino persero la patria potestà. La gendarmeria pontificia prelevò Edgardo da casa e lo portò in un collegio cattolico, dove divenne poi sacerdote.
Quando il caso del bambino rapito trapelò, la notizia si diffuse ben presto anche all'estero, suscitando oltraggio per il senso di umanità e uno scandalo internazionale.
Il caso Mortara, per un periodo dimenticato o sottovalutato dalla storiografia italiana, ricevette nuova eco dopo l'uscita del libro Prigioniero del Papa Re di David Kertzer, ma soprattutto dopo la decisione di papa Giovanni Paolo II di beatificare Pio IX nel 2000, influenzando negativamente le relazioni tra la Chiesa cattolica e le organizzazioni ebraiche.

## Storia

### Il sequestro del bambino
La sera del 23 giugno 1858, a Bologna, la Gendarmeria dello Stato Pontificio si presentò alla porta della famiglia ebraica di Salomone Momolo Mortara e di sua moglie Marianna Padovani, per prelevare il sesto dei loro otto figli, Edgardo di sei anni, e portarlo a Roma dove sarebbe stato allevato dalla Chiesa. La polizia agiva dietro ordine della Santa Inquisizione, avallato da papa Pio IX. I rappresentanti della Chiesa avevano riferito che una cameriera cattolica della famiglia Mortara, la quattordicenne Anna Morisi, anni prima aveva battezzato il piccolo Edgardo durante una malattia ritenendo che se fosse morto sarebbe finito nel Limbo.
Le leggi dello Stato Pontificio non consentivano ai cristiani di lavorare per gli ebrei né agli ebrei di lavorare in casa di cristiani, ma tale norma restava largamente disattesa. La stessa Morisi, secondo quanto riferito da Mortara, avrebbe ricevuto indicazione, sei anni dopo il fatto, di battezzare segretamente il fratello più piccolo di Edgardo, Aristide, anch'egli gravemente malato; la Morisi si rifiutò tuttavia di farlo, adducendo come ragione il fatto che aveva fatto analoga cosa per Edgardo reputando che non sarebbe sopravvissuto e non voleva ripetere l'errore. Questa sua indiretta confessione portò quindi le autorità ecclesiastiche a conoscenza del fatto che sei anni prima Edgardo Mortara era stato battezzato all'insaputa dei genitori.
Il bambino fu portato a Roma presso la Casa dei Catecumeni, istituzione nata a uso degli ebrei convertiti al cattolicesimo e mantenuta con i proventi delle tasse imposte alle sinagoghe dello Stato Pontificio. Ai suoi genitori non fu permesso di vederlo per diverse settimane; quando alfine fu loro concesso, non poterono farlo da soli; in quei pochi istanti concessi di visita il ragazzo riuscì a confidare alla madre: «Sai, la sera recito ancora il Shemà Israel» ('Ascolta Israele: il Signore è nostro Dio…' - Deut. 6,4).
Non furono concesse altre visite dei familiari fino al 1870. Pio IX prese interesse personale alla storia e tutti gli appelli alla Chiesa per il ritorno del piccolo presso i suoi genitori vennero respinti.

### Reazioni internazionali

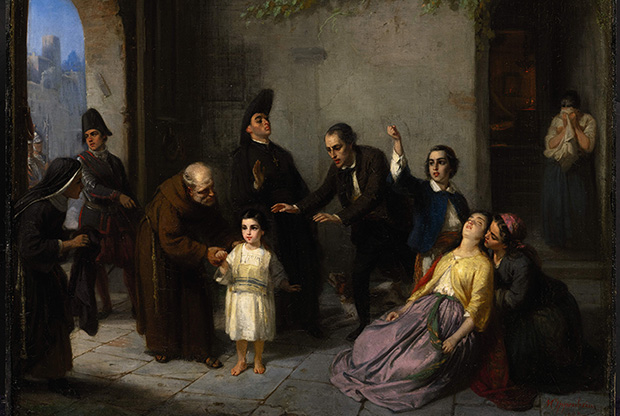
Il rapimento di Edgardo Mortara, dipinto da Moritz Daniel Oppenheim nel 1862

Il caso giunse alla ribalta sia in Italia sia all'estero. Nel Regno di Sardegna, Stato allora fulcro del processo di unificazione nazionale italiana, sia il governo sia la stampa citarono l'accaduto per rafforzare le loro rivendicazioni alla liberazione delle terre italiane dal potere temporale dello Stato Pontificio.
Le proteste furono appoggiate da organizzazioni ebraiche e da figure politiche e intellettuali britanniche, statunitensi, tedesche e francesi; proprio a Parigi l'episodio, unito ad altri atti di antisemitismo messi in atto dalla Chiesa e da personaggi del mondo cattolico, fu lo spunto per la nascita dell'Alleanza israelitica universale. Ma le critiche non mancarono anche dai cattolici. L'abate francese Delacouture, docente di teologia, pubblicò sul quotidiano Journal des débats del 15 ottobre 1858 una sdegnata analisi del caso, ove lamentava che il rapimento del fanciullo Mortara era stato fatto "violando le leggi della religione, oltre quelle della natura".
Non passò molto tempo prima che i governi di tali Paesi si unissero al coro di chi chiedeva il ritorno di Edgardo dai suoi genitori. Venne pure ricordato il precedente caso Montel, avvenuto nel 1840 sotto papa Gregorio XVI, risoltosi diversamente poiché i genitori erano cittadini francesi. Protestò anche l'imperatore francese Napoleone III, nonostante fossero proprio le sue guarnigioni a difesa dello Stato Pontificio a mantenere lo status quo in Italia.
Pio IX fu refrattario a tali appelli, principalmente provenienti da protestanti, ebrei ed atei. Quando una delegazione di notabili israeliti incontrò il Papa nel 1859, egli disse: «Non sono interessato a cosa ne pensa il mondo». Inoltre, Edgardo nel suo memoriale annotò: «Allorché io venivo adottato da Pio IX tutto il mondo gridava che io ero una vittima, un martire dei gesuiti. Ma ad onta di tutto ciò, io gratissimo alla Provvidenza che mi aveva ricondotto alla vera famiglia di Cristo, vivevo felicemente in San Pietro in Vincoli e nella mia umile persona agiva il diritto della Chiesa, a dispetto dell'imperatore Napoleone III, di Cavour e degli altri grandi della terra. Che cosa rimane di tutto ciò? Solo l'eroico "non possumus" del grande Papa dell'Immacolata Concezione». In un altro incontro fece partecipare Edgardo per mostrare che il ragazzo era felice sotto le sue cure. Nel 1865 disse: «Avevo il diritto e l'obbligo di fare ciò che ho fatto per questo ragazzo, e se dovessi farlo lo farei di nuovo».
Secondo i sostenitori della correttezza dell'azione pontificia, i suoi genitori, contravvenendo a una precisa legge dello Stato Pontificio, avevano assunto una domestica cristiana, Anna Morisi, che, vedendo il piccolo in punto di morte, lo battezzò di nascosto; solo alcuni anni dopo, per una serie di circostanze, la ragazza svelò il fatto. La Chiesa proibiva il battesimo dei bambini di famiglie non cattoliche, ma aggiungeva che il sacramento poteva essere amministrato, anche contro il volere dei genitori, in punto di morte. II caso Mortara risentì di queste controversie dottrinali e fu in queste circostanze che il papa pronunciò il suo non possumus (non possiamo). Poiché, per la Chiesa, il battesimo era religiosamente valido, da un punto di vista cattolico era dovere del papa garantire al bambino un'educazione cristiana, non considerando né la mancanza di consapevolezza del bimbo quando ricevette il battesimo né il desiderio e la religiosità della sua famiglia d'origine. Si cercò inizialmente un compromesso con i Mortara: si provò a convincerli a far entrare il ragazzo in un collegio di Bologna: così sarebbe rimasto a contatto con la famiglia e a 17 anni avrebbe deciso liberamente il suo futuro. Non fu trovato l'accordo con i genitori e nell'estate del 1858 il bambino fu portato a Roma. Lo storico di origine ebraica David Kertzer smentisce tuttavia questo resoconto sostenendo che l'unica offerta fatta ai genitori di Mortara sarebbe quella di poter vivere nuovamente assieme al loro figlio solo dopo una loro conversione al cattolicesimo.
Il giornalista cattolico Vittorio Messori sostiene che dietro la risonanza del caso vi fosse la mano di Camillo Benso di Cavour, presidente del Consiglio del Regno di Sardegna, che lo avrebbe utilizzato strumentalmente contro lo Stato Pontificio per mettere in difficoltà i cattolici francesi e Napoleone III (garante dell'integrità dello Stato Pontificio) e sfruttare la situazione in favore del Piemonte.

### Effetti
Il caso Mortara diffuse in Italia e all'estero l'immagine di uno Stato Pontificio anacronistico e irrispettoso dei diritti umani nell'età del liberalismo e del razionalismo, contribuendo a persuadere l'opinione pubblica in Francia e in Gran Bretagna sull'opportunità di permettere ai Savoia di muovere guerra allo Stato Pontificio. Quando Bologna, nel 1859, alla fine della seconda guerra d'indipendenza, fu annessa al Regno di Sardegna, i Mortara fecero un ulteriore tentativo di riavere il loro figlio, ma non ci riuscirono.

### Epilogo
Nel 1867 Edgardo entrò nel noviziato dei Canonici Regolari Lateranensi. Dopo la presa di Roma del 20 settembre 1870, i coniugi Mortara tentarono nuovamente di riavere il figlio, ma Edgardo rifiutò di tornare. Alla presa di Porta Pia, meritando una medaglia al valore, aveva combattuto anche il tenente dei bersaglieri Riccardo Mortara, fratello di Edgardo. Di fronte a questa posizione inaspettata, il nuovo questore della città si presentò nel convento di San Pietro in Vincoli, chiedendo al ragazzo di lasciare quella vita e ottenendo un nuovo rifiuto. La scena si ripeté in seguito davanti al generale Alfonso La Marmora, il quale giunse alla conclusione che Mortara, ormai maggiorenne, aveva il diritto di scegliere la sua strada in autonomia. Per sottrarsi a ulteriori sollecitazioni, forse anche su suggerimento di Pio IX, Edgardo lasciò la città e si recò prima in Tirolo nell'abbazia di Novacella, poi in Francia.
L'anno seguente suo padre Momolo morì. In Francia Edgardo venne ordinato sacerdote cattolico all'età di ventitré anni e adottò il nome di Pio Maria, ricevendo dal Papa un'apposita dispensa per essere ordinato sotto i 25 anni. Imparò a parlare nove lingue, incluso il basco. Poco tempo dopo la morte di Pio IX, nel 1878, Edgardo si riunì con sua madre e tentò di convertirla al cattolicesimo, senza successo; i rapporti tornarono comunque affettuosi e cordiali, nonostante i differenti punti di vista.
Nel 1890 Marianna morì e venne diffusa da alcuni quotidiani francesi la voce secondo cui, in punto di morte, si sarebbe convertita al cattolicesimo. Ciò venne però smentito dallo stesso Edgardo in una lettera a Le Temps. L'anno successivo, Edgardo si riappacificò con i propri parenti, nonostante la differenza di fede, è mantenne da quel momento regolari contatti con loro.
Mortara morì l'11 marzo 1940 a Liegi, giusto due mesi prima dell'arrivo della Wehrmacht, dopo aver passato diversi anni in un monastero.

### Causa di beatificazione di Pio IX
Nella citata memoria in favore della beatificazione di Pio IX, menzionata in chiave apologetica anche da Vittorio Messori (la cui ricostruzione è però stata fortemente criticata dallo storico David Kertzer), Mortara scrive che, poche settimane dopo il suo sequestro da parte delle guardie pontificie e la sua traduzione a Roma, ricevette la visita dei suoi genitori, ma che non desiderava rientrare in famiglia, a suo dire per effetto di una «grazia soprannaturale» che lo tratteneva; inoltre, come ulteriore prova addotta a tale «grazia», Edgardo riferì di avere ricevuto la visita dei suoi genitori dopo avere servito una messa ad Alatri e di essersi spaventato, tanto da rifugiarsi sotto la tonaca di un sacerdote, e al punto da convincere il vescovo della città a tenerlo in custodia per «evitarne il rapimento» da parte dei genitori.
Tali dichiarazioni sono giudicate dalla pronipote di Edgardo, Elena Mortara, in una sua intervista a Confronti, come caso esemplare di "condizionamento" e di "inaudita violenza subita da questo bambino di sei anni: violenza psicologica, esistenziale, religiosa": il piccolo Mortara si sentì dire che la sua famiglia, ebraica, era "indegna" di crescerlo in quanto cattolico (tanto che il fatto stesso di poterlo rivedere fu dall'autorità ecclesiastica considerato un favore e non un diritto: «Ora peraltro codesti genitori si presentano a S. Santità non col solo sembiante di umili supplicanti, ma colla franchezza di chi credendosi oppresso da un atto arbitrario, chiede gli sia resa giustizia"), fu privato di tutti i riferimenti familiari, sociali e psicologici, e anche una volta cresciuto non si rese conto dell'abuso commesso nei confronti suoi e della sua famiglia a causa dell'«educazione cattolica ricevuta, [che] lo aveva portato a vedere un disegno provvidenziale nella sua condizione di figlio "adottato da Pio IX e onorato senza alcun merito da parte mia del suo affetto paterno"».
Più in generale, oltre a essere un argomento ricorrente della polemica antipapista, il caso Mortara fu una delle principali ragioni di opposizione (anche da parte cattolica) alla beatificazione di Pio IX, avvenuta nel 2000.

## Adattamento cinematografico
Basandosi sul libro scritto da David Kertzer, Prigioniero del Papa Re, il regista americano Steven Spielberg avrebbe voluto girare un film dal titolo The Kidnapping of Edgardo Mortara. Le riprese avrebbero dovuto iniziare a Bologna, ma il 21 febbraio 2017 il regista cambiò idea, scartando il capoluogo emiliano.
Dopo aver appreso dell'abbandono del progetto da parte di Spielberg, non in grado di trovare un attore adatto al ruolo di Edgardo bambino, il regista italiano Marco Bellocchio iniziò a interessarsi al progetto nel 2020. Basandosi liberamente sul libro Il caso Mortara di Daniele Scalise, ha realizzato il film Rapito, presentato in anteprima al Festival di Cannes 2023, e distribuito nei cinema italiani a partire dal 25 maggio. Il film è interpretato da Paolo Pierobon, Fausto Russo Alesi, Barbara Ronchi, Enea Sala (Edgardo da bambino) e Leonardo Maltese (Edgardo da ragazzo), con Filippo Timi e Fabrizio Gifuni; completano il cast Andrea Gherpelli, Samuele Teneggi, Corrado Invernizzi e Federica Fracassi.